# Christian Abdala
Christian Ezequiel Abdala (Comodoro Rivadavia, Provincia del Chubut, 23 de junio de 1999) es un piloto argentino de automovilismo de velocidad. Iniciado en el ámbito del karting, debutó con un breve paso por la Fórmula Renault Argentina en el año 2016. Tras esta experiencia, comenzó a competir en categorías de turismos al estrenarse en la Clase 2 del Turismo Pista, debutando en la misma temporada. Luego de su paso por el Turismo Pista, debutó en la Clase 2 del Turismo Nacional, donde compite desde 2017. En esta divisional obtuvo su primera victoria en el automovilismo argentino, el 21 de noviembre de 2021 en el Autódromo Provincia de La Pampa.
Entre sus relaciones personales, algunos miembros de su familia también están ligados a la práctica de automovilismo. Su padre Sandro, es piloto y mecánico de categorías zonales y principal promotor de la campaña tanto de Christian como de su hermano Emanuel, quien en 2021 supiese ser campeón de Clase 2 del TN. En este contexto, padre e hijos supieron compartir presentaciones dentro del Turismo Nacional.

## Resumen de carrera
| Temporada | Categoría                    | Equipo                | Automóvil            | Carreras | Victorias | Poles | VR    | Podios | Puntos      | Pos.        |
| --------- | ---------------------------- | --------------------- | -------------------- | -------- | --------- | ----- | ----- | ------ | ----------- | ----------- |
| 2016      | Fórmula Renault Argentina    | Werner Competición    | Tito 02-Renault      | 2        | 0         | 0     | 0     | 0      | 5           | 33.º        |
| 2016      | Clase 2 del Turismo Pista    | Benincasa Competición | Ford Ka II           | 1        | 0         | 0     | 0     | 0      | 0           | 57.º        |
| 2017      | Clase 2 del Turismo Nacional | PCD Motorsport        | Volkswagen Gol Trend | 2        | 0         | 0     | 0     | 0      | 0           | 63.º        |
| 2018      | Clase 2 del Turismo Nacional | GR Competición        | Volkswagen Gol Trend | 2        | 0         | 0     | 0     | 0      | 7           | 46.º        |
| 2019      | Clase 2 del Turismo Nacional | GR Competición        | Toyota Etios         | 4        | 0         | 0     | 0     | 0      | 35          | 29.º        |
| 2020      | Clase 2 del Turismo Nacional | GR Competición        | Toyota Etios         | 8        | 0         | 1     | 0     | 0      | 99          | 9.º         |
| 2021      | Clase 2 del Turismo Nacional | GR Competición        | Toyota Etios         | 9        | 1         | 1     | 0     | 1      | 126         | 18.º        |
| 2022      | Clase 2 del Turismo Nacional | GR Competición        | Toyota Etios         | 6        | 1         | 3     | 2     | 0      | Por definir | Por definir |
| Fuente:   | [ 6 ]                        | [ 6 ]                 | [ 6 ]                | [ 6 ]    | [ 6 ]     | [ 6 ] | [ 6 ] | [ 6 ]  | [ 6 ]       | [ 6 ]       |